# Poni
Poni je mali konj (lat. Equus ferus caballus). Ovisno o kontekstu, poni može biti konj niže visine u grebenu ili mali konj sa specifičnom konformacijom i temperamentom. U usporedbi s većim konjem, poni može imati gušću grivu i rep, s proporcionalno kraćim nogama, težim kostima, debljim vratom i kraćom, širom glavom. Riječ poni potječe od francuske riječi pouleneta, što znači ždrijebe, mladi, nezreli konj. 
Mali konji i poniji tradicionalno su se koristili za jahanje, vožnju i kao tovarne životinje. Tijekom industrijske revolucije, osobito u Velikoj Britaniji, mnogi su se poniji koristili za vuču tovara ugljena u rudnicima. U moderno doba mogu se držati za: jahanje kod djece, za rekreacijsko ili natjecateljsko jahanje, za vožnju ili iz kulturnih razloga.
Poniji se općenito smatraju inteligentnim i prijateljskim. Ponekad se opisuju i kao tvrdoglavi ili lukavi. Pravilno obučeni poniji prikladni su za djecu, koja uče jahati. Veće ponije mogu jahati odrasli, jer su poniji obično snažni. U suvremenoj upotrebi neke organizacije mogu definirati ponija kao zrelog konja ispod određene visine u grebenu; to može varirati od oko 142 do 150 cm. Neke pasmine klasificiraju se kao konj ili poni na temelju rodovnice i fenotipa, bez obzira na visinu. Konj u punoj veličini ponekad se može nazvati ponijem kao izraz miline.
Krčki poni je hrvatska pasmina malenoga i čvrstogaa konja za jahanje i teglenje. Potječe s otoka Krka, kao i druge dvije autohtone pasmine krčko govedo i krčka ovca.

## Galerija
- Islandski konj veličine ponija
- Dječak i poni
- Dva ponija
- Osedlani poniji